# Rainerhorn
Rainerhorn ([ˈʀaɪ̯nɐˌhɔʁn]ⓘ) to szczyt w grupie Venedigergruppe, w Wysokich Taurach w Alpach Wschodnich. Leży w Austrii w Tyrolu Wschodnim, 1700 m w linii prostej od Grossvenedigera.
Pierwszego wejścia, 10 sierpnia 1859 r., dokonali Franz Keil, Ignaz Wagl, Bartlmä Steiner i Balthasar Ploner.